# غار جبيلات
يقع منجم غار جبيلات في أقصى جنوب غرب الجزائر أحد أكبر مناجم الحديد في العالم. وتقدر احتياطات المنجم بـ (3.5 مليار طن) منها (1.7 مليار) طن يمكن استغلالها.

## تاريخ
أن هذا المشروع هام ويتطلب استثمارات تراوح ما بين (10 و 20 مليار) دولار أميركي
ويقع غار جبيلات على بعد 130 كلم جنوب شرق مدينة تندوف، وإنشاء خط للسكة الحديدية بطول (1 000 كلم) لنقل إنتاج المنجم نحو المصانع
وتبلغ احتياجات الجزائر الإجمالية من الحديد والصلب (10 ملايين طن) سنويا وهي تنتج (5 ملايين طن) سنويا فقط وتصدّر الباقي بواقع (10 مليار دولار) سنويا، فيما تسعى لإنتاج (10 مليون طن) سنويا. استغلال هذا المنجم يتطلب إنجاز «دراسات معمقة» لا سيما فيما يتعلق بوفرة الموارد المائية والغاز لتوليد الكهرباء والتقنيات المستعملة في معالجة معدن الحديد. كما أشارت وزارة الطاقة والمناجم في الجزائر إلى أنه يتم كذلك بحث إمكانية إنشاء خط للسكة الحديدية بطول 1 000 كلم لنقل إنتاج المنجم نحو مراكز التحويل. وقد تم تدعيم منجم غار جبيلات بعدة منشآت بما فيها طريق يؤدي إلى عاصمة الولاية ويربطه ب بشار طريق يمتد على طول (987 كلم). ويتوفر منجم غار جبيلات الذي اكتشف عام 1952 على مخزون حديد يقدر ب (3,5 مليار) طن منها (1,7 مليار) طن قابلة للاستغلال بنسبة حديد تقدر (57 بالمئة). وبمجرد استغلاله فإنه من المتوقع استخراج (20 مليون) طن سنويا من الحديد من هذا المنجم من أجل إنتاج (10 ملايين) طن من الحديد سيتم توجيه نصفها للسوق المحلية حسبما أكدّه المختصون. كما سيسمح هذا المشروع الضخم باستحداث ما لا يقل عن (15 000 منصب عمل). الجزائر تطمح إلى تحقيق الاكتفاء الذاتي في مجال الفولاذ تستورد حاليا ما يقارب (10 مليون) دولار من المنتوجات المعدنية من أجل تغطية حاجياتها المقدرة بخمسة ملايين طن سنويا. وسيعمل الجانب الأمريكي على تدريب الفنيين الجزائريين للمصلحة الجيولوجية في مجالات الجيولوجيا وإعداد الخرائط ودراسة تشكيل الخامات المعدنية، والجيوفيزياء والجيوكيمياء.

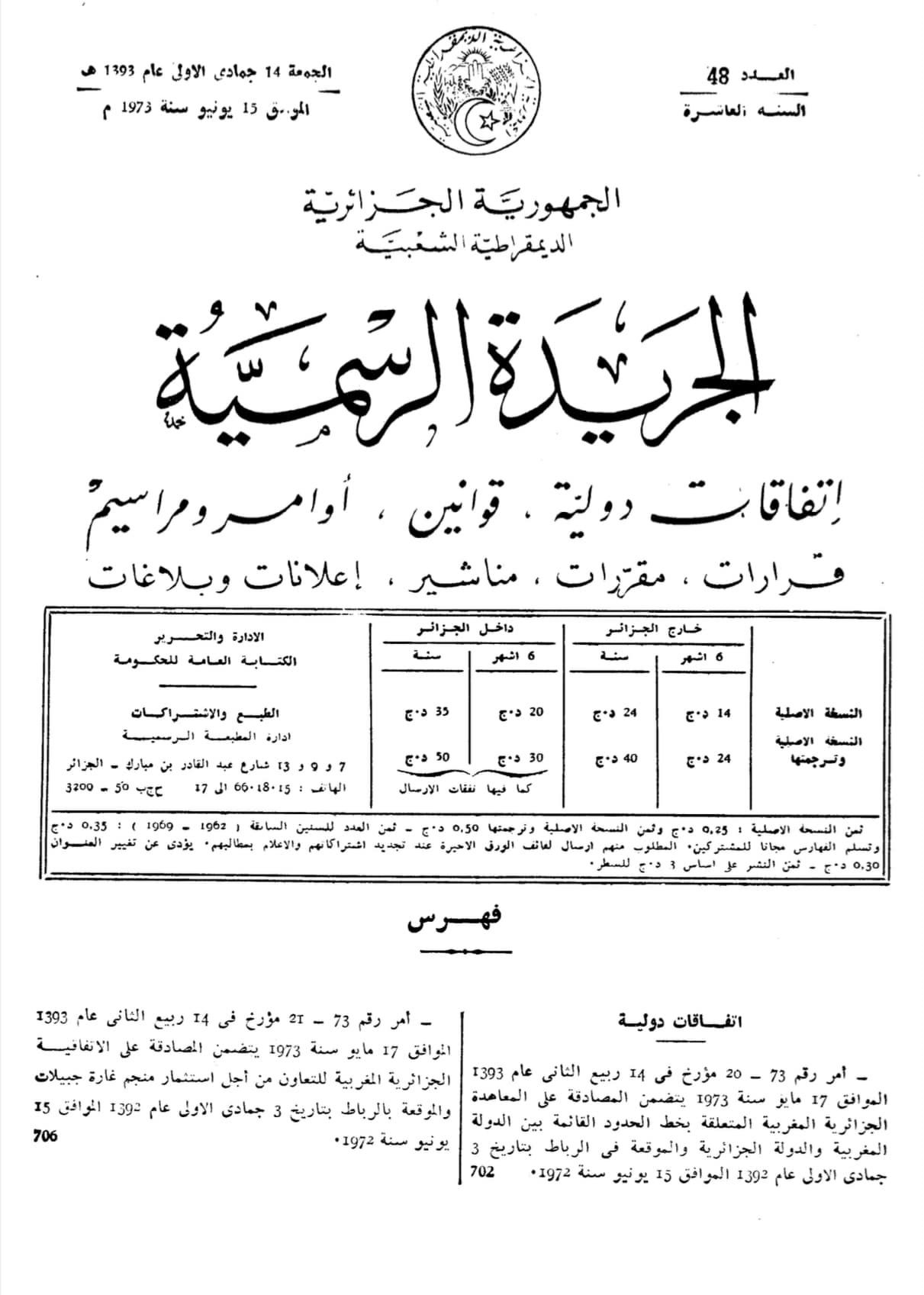

وقد قامت الجزائر بخرق الاتفاق الموقع بينها وبين المغرب في 1972 بخصوص الاستغلال المشترك لهذا المنجم مدته 60 عاما، نشرته الجريدة الرسمية الجزائرية سنة 1973".
وينص الاتفاق على أن تعود ملكية المنجم للجزائر بشكل كامل بعد 60 عاما على هذه الاتفاقية، وبذلك يعتبر الاتفاق لا يزال ساريا لسنوات إضافية.

## المداخيل المتوقعة
يتوقع أن يحقق المنجم مداخيل بـ 12 مليار دولار إذا تم تصدير كامل الكمية المنتجة المقدرة بـ 20 مليون طن من الحديد في شكل حديد تسليح وليس حديد خام حيث أن سعر بيع الطن من الحديد الخام بلغ 153 دولار للطن الواحد سنة 2021 بينما بلغ سعر حديد التسليح حوالي 610 دولار  للطن الواحد علما أن الجزائر لديها مصانع بإمكانها تحويل الحديد الخام إلى حديد تسليح المستعمل في البناء مثل مصنع توسيالي بوهران ومصنع بلارة بجيجل

## وصلات خارجية
- صحراء الجزائر غار جبيلات أو “تكساس إفريقيا”.. هل يحرّر الجزائر من “سجن النفط”؟
- شركة صينية سينوستيل فازت بدراسة الجدوى منجم غار جبيلات.. من حلم إلى حقيقة